# مغان‌لی (شرور)
مغان‌لی (به لاتین: Muğanlı) یک منطقه مسکونی در جمهوری آذربایجان است که در شهرستان شرور واقع شده است. مغان‌لی ۱۰۹۰ نفر جمعیت دارد.